# Patricio Garino
Patricio „Pato” Garino Gullotta (ur. 17 maja 1993 w Mar del Plata) – argentyński koszykarz występujący na pozycjach rzucającego obrońcy i niskiego skrzydłowego.
1 sierpnia 2017 został zwolniony przez Orlando Magic. 1 września został zawodnikiem hiszpańskiego Baskonia Vitoria Gasteiz.
22 lipca 2020 dołączył do litewskiego Žalgirisu Kowno.

## Osiągnięcia

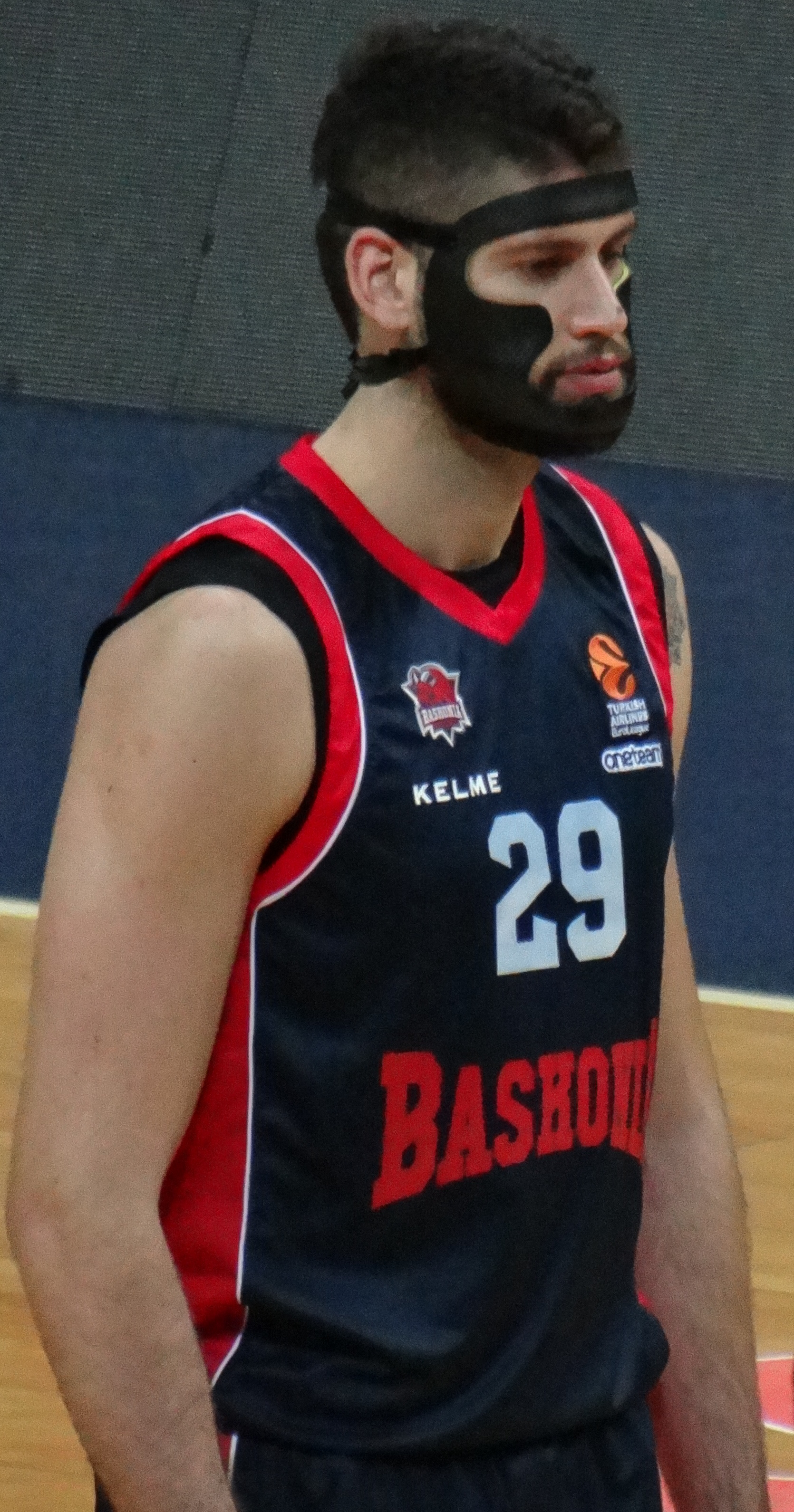
Garino w masce na twarz (styczeń 2018.

Stan na 29 lipca 2021, na podstawie, o ile nie zaznaczono inaczej.
NCAA
- Uczestnik turnieju NCAA (2014)
- Mistrz turnieju National Invitation Tournament (NIT – 2016)
- Zaliczony do:
  - I składu:
    - Atlantic 10 All-Academic Team (2016)
    - defensywnego Atlantic 10 (2013–2016)
    - turnieju:
      - National Invitation Tournament (2016)
      - Barclays Center Classic (2016)

  - II składu Atlantic 10 (2016)
  - III składu Atlantic 10 (2014)

Klubowe
- Mistrz:
  - Hiszpanii (2020)
  - Litwy (2021)
- Wicemistrz Hiszpanii (2018)
- Zdobywca Pucharu Litwy (2021)
- Finalista Superpucharu Hiszpanii (2018)

Reprezentacja
- Mistrz igrzysk panamerykańskich (2019)[7]
- Wicemistrz:
  - świata (2019)
  - Ameryki (2015, 2017)
  - Ameryki U–16 (2009)
- Brązowy medalista Kontynentalnego Pucharu Tuto Marchanda (2015)
- Uczestnik:
  - igrzysk:
    - olimpijskich (2016 – 8. miejsce)
    - panamerykańskich (2015 – 5. miejsce)

  - mistrzostw:
    - świata:
      - U–17 (2010 – 9. miejsce)
      - U–19 (2011 – 4. miejsce)

    - Ameryki U–18 (2010 – 4. miejsce)